# Ricardo Héber
Ricardo Héber, född 28 september 1927, död 14 augusti 2002, var en argentinsk friidrottare. Han deltog vid olympiska sommarspelen 1948 och olympiska sommarspelen 1952.